# Мазанська сільська рада
Ма́занська сільська́ ра́да — адміністративно-територіальна одиниця та орган місцевого самоврядування в Сімферопольському районі Автономної Республіки Крим. Адміністративний центр — село Мазанка.

## Загальні відомості
- Населення ради: 3 969 осіб (станом на 2001 рік)

## Населені пункти
Сільській раді підпорядковані населені пункти:
- с. Мазанка
- с. Краснівка
- с. Лісносілля
- с. Опушки
- с. Солов'ївка

## Склад ради
Рада складалася з 21 депутата та голови.
- Голова ради: Бойко Ірина Василівна
- Секретар ради: Ясельська Ксенія Олегівна

### Керівний склад попередніх скликань
| Прізвище, ім'я, по батькові | Основні відомості                                                         | Дата обрання | Дата звільнення |
| --------------------------- | ------------------------------------------------------------------------- | ------------ | --------------- |
| Клименчук Петро Васильович  | Сільський голова, 1946 року народження, освіта вища, безпартійний         | 26.03.2006   | 31.10.2010      |
| Клименчук Петро Васильович  | Сільський голова, 1946 року народження, освіта вища, член Партії регіонів | 31.10.2010   | 16.12.2012      |
| Бойко Ірина Василівна       | Сільський голова, 1970 року народження, освіта вища, член Партії регіонів | 16.12.2012   |                 |

Примітка: таблиця складена за даними сайту Верховної Ради України

### Депутати
За результатами місцевих виборів 2010 року депутатами ради стали:

#### За суб'єктами висування
| Суб'єкт висування | Кількість обраних депутатів | %    |
| ----------------- | --------------------------- | ---- |
| Партія регіонів   | 14                          | 66,7 |
| Партія «Союз»     | 4                           | 19   |
| Самовисування     | 3                           | 14,3 |

#### За округами
| № округу        | Прізвище, ім'я, по батькові       | Дата визнання обраним | Освіта             | Партійна приналежність | Відомості про обраного депутата                        |
| --------------- | --------------------------------- | --------------------- | ------------------ | ---------------------- | ------------------------------------------------------ |
| Партія регіонів |                                   |                       |                    |                        |                                                        |
| 1               | Єрохіна Наталя Миколаївна         | 04.11.2010            | вища               | член Партії регіонів   | Мазанська загальноосвітня школа І-ІІІ ст., вчитель     |
| 2               | Кріпак Михайло Володимирович      | 04.11.2010            | середня            | член Партії регіонів   | збройні сили України, військовослужбовець              |
| 3               | Кучин Микола Олександрович        | 04.11.2010            | середня            | член Партії регіонів   | ЖКП «Мазанка», директор                                |
| 4               | Турчак Олександр Анатолійович     | 04.11.2010            | вища               | член Партії регіонів   | Кримсоживспілка, юрисконсульт                          |
| 5               | Судома Галина Євстафіївна         | 04.11.2010            | середня            | член Партії регіонів   | пенсіонер                                              |
| 8               | Роік Соф'я                        | 04.11.2010            | вища               | член Партії регіонів   | Мазанська загальноосвітня школа І-ІІІ ст., вчитель     |
| 10              | Анисимова Тетяна Миколаївна       | 04.11.2010            | середня            | член Партії регіонів   | КРУ РДПТС «Опушки», вихователь                         |
| 14              | Шаля Оксана Миколаївна            | 04.11.2010            | середня            | член Партії регіонів   | тимчасово не працює                                    |
| 15              | Дебєль Марія Миколаївна           | 04.11.2010            | вища               | член Партії регіонів   | Мазанська сільська рада, спеціаліст по праву           |
| 16              | Мартишина Марина Володимирівна    | 04.11.2010            | середня            | член Партії регіонів   | Мазанська сільська рада, інспектор ВОС                 |
| 17              | Деріпаско Валентина Володимирівна | 04.11.2010            | середня            | член Партії регіонів   | КРУ «КЛ ім. М. О. Семашко», молодша медична сестра     |
| 19              | Куськов Володимир Миколайович     | 04.11.2010            | середня            | член Партії регіонів   | МНС, охоронець                                         |
| 20              | Гєнієвська Ксенія Олегівна        | 04.11.2010            | середня            | член Партії регіонів   | Мазанська сільська рада, інспектор по доходам          |
| 21              | Мартинюк Валентина Миколаївна     | 25.03.2013            | середня спеціальна | член Партії регіонів   | Мазанська сільська рада, інспектор соціального захисту |
| Партія «Союз»   |                                   |                       |                    |                        |                                                        |
| 7               | Вотчинська Тамара Борисівна       | 04.11.2010            | вища               | член Партії «Союз»     | пенсіонер                                              |
| 11              | Аджи-Мамутов Ельдар Діляверович   | 04.11.2010            | середня            | член Партії «Союз»     | тимчасово не працює                                    |
| 12              | Чепель Тамара Миколаївна          | 04.11.2010            | вища               | член Партії «Союз»     | КРУ РДПТС «Опушки», вихователь                         |
| 18              | Ахтемова Світлана Володимирівна   | 04.11.2010            | середня            | член Партії «Союз»     | «РКБ 5», молодша медична сестра                        |
| Самовисування   |                                   |                       |                    |                        |                                                        |
| 6               | Незвиська Галина Миколаївна       | 04.11.2010            | середня            | позапартійна           | приватний підприємець, фармацевт                       |
| 9               | Бородак Василь Сергійович         | 04.11.2010            | вища               | позапартійний          | ЖКП «Мазанка», інженер                                 |
| 13              | Єремєєв Максим Васильович         | 04.11.2010            | вища               | член Партії регіонів   | тимчасово не працює                                    |